# Guyansk dollar
Guyansk dollar (GY$ - Guyanese dollar) är den valuta som används i Guyana i Sydamerika. Valutakoden är GYD. 1 Dollar = 100 cents.
Valutan infördes 1839 och ersatte den tidigare  Guilder och har under senaste åren genomgått viss inflation.

## Användning
Valutan ges ut av Bank of Guyana - BG som grundades 1965 och har huvudkontoret i Georgetown.

## Valörer
- mynt: 1, 5 och 10 Dollar[2]
- underenhet: används ej, tidigare cents
- sedlar: 20, 50, 100, 500 och 1 000 GYD[3]